# Agía Paraskeví (Messátida, Achaïe)
Pour les articles homonymes, voir Agía Paraskeví (homonymie).
Agía Paraskeví, en grec moderne : Αγία Παρασκευή, est un village du dème de Patras, district régional d'Achaïe, en Grèce-Occidentale.
Selon le recensement de 2011, la population du village s'élève à treize habitants.